# Bakczar
Bakczar (ros. Бакчар) – miejscowość w obwodzie tomskim, w Rosji, położona nad brzegiem rzeki Gałki dopływem Bakczaru od którego wzięło nazwę.